# (1807) Slovakia
(1807) Slovakia est un astéroïde de la ceinture principale.

## Description
(1807) Slovakia est un astéroïde de la ceinture principale. Il fut découvert le 20 août 1971 à Skalnaté Pleso par Milan Antal. Il présente une orbite caractérisée par un demi-grand axe de 2,23 UA, une excentricité de 0,18 et une inclinaison de 3,5° par rapport à l'écliptique.

## Compléments